# Clotilde Boulanger
Pour les articles homonymes, voir Boulanger (homonymie).
Clotilde Boulanger, née le 30 novembre 1987 au Blanc-Mesnil, est une karatéka française.
Aux Championnats d'Europe de karaté, elle remporte l'or en kata équipe en 2012 avec Sonia Fiuza et Jessica Hugues.
Elle faisait du karaté au club de Nanteuil-les-Meaux et s'entraîne depuis à Saint-Brice-sous-Forêt.